# Auskunftsbibliothekar
Als Auskunftsbibliothekar bezeichnet man einen auf die Erteilung von Auskünften an Bibliotheksbenutzer spezialisierten Bibliothekar. Im Gegensatz zum angesehenen reference librarian in den USA gibt es im deutschsprachigen Raum kaum eigentliche Spezialisten für diesen Bereich bibliothekarischer Tätigkeit.
Neben der mündlichen bzw. fernmündlichen Auskunft und Unterstützung der Benutzer an der Auskunftstheke gewinnt die digitale Auskunft in Form der Erteilung von Auskünften per E-Mail oder als Chatauskunft mehr und mehr an Bedeutung.
Während viele Bibliotheken im englischsprachigen Raum eine Live-Auskunft mittels Chat anbieten, gibt es bislang erst wenige deutsche Bibliotheken mit diesem Service (Online-Auskunft). Ihn können nicht immer, aber doch sehr häufig auch Personen in Anspruch nehmen, die keine registrierten Benutzer der jeweiligen Bibliothek sind.
Im Unterschied zu anderen Bibliothekaren brauchen Auskunftsbibliothekare insbesondere in zwei Bereichen gesonderte Schulung. So ist der Auskunftsbibliothekar stärker mit Bibliotheksnutzern involviert und profitiert daher von der Fähigkeit zu klarer Kommunikation, die sich auf unterschiedliche Nutzer einzulassen in der Lage ist. Zugleich wird die Funktion des Auskunftsbibliothekars gelegentlich mit medizinischen Metaphern umschrieben, da er/sie eine "Diagnose" des Informationsbedarfs auf Seiten der Nutzer vornimmt; hierfür existieren Methodologien der strukturierten Befragung.
An (Auskunfts-)Bibliothekare wendet sich die Mailingliste RABE, in der Auskunftsfragen gestellt und in der Regel rasch beantwortet werden.